# Parasphaerasclera
Parasphaerasclera is een geslacht van neteldieren uit de familie van de Anthozoa (bloemdieren).

## Soorten
- Parasphaerasclera albiflora (Utinomi, 1957)
- Parasphaerasclera aurea (Benayahu & Schleyer, 1995)
- Parasphaerasclera grayi (Thomson & Dean, 1931)
- Parasphaerasclera kimberleyensis Bryce, Poliseno, Alderslade & Vargas, 2015
- Parasphaerasclera morifera (Tixier-Durivault, 1954)
- Parasphaerasclera nezdoliyi (Dautova & Savinkin, 2009)
- Parasphaerasclera rotifera (Thomson, 1910)
- Parasphaerasclera valdiviae (Kukenthal, 1906)
- Parasphaerasclera zanahoria (Williams, 2000